# Hai Berden
Hai Berden (Hout-Blerick, gemeente Venlo, 21 januari 1950) is een voormalige voorzitter van de Nederlandse voetbalclub VVV-Venlo en de oprichter van Seacon Logistics. Dit bedrijf was tot 14 januari 2019 naamgever van het stadion van VVV genaamd Seacon Stadion - De Koel -; het heet nu Covebo Stadion - De Koel -.
Berden startte in 1985 in Venlo een eigen onderneming op in de logistieke sector onder de naam Seacon Logistics. Als supporter en sponsor raakte hij betrokken de plaatselijke betaald voetbalclub VVV. Hij trad aan als voorzitter bij VVV in juli 2003, nadat hij eerst twee jaar voorzitter was van Stichting Stadion de Koel. In 2001 en 2002 werd het stadion onder zijn leiding geheel gerenoveerd. VVV-Venlo verkeerde toen in slecht weer. De ploeg was in seizoen 2000/01 als laatste geëindigd in de Eerste divisie, de publieke belangstelling fors afgenomen en de financiële middelen uiterst beperkt. Met hem als kartrekker zorgde de stadionrenovatie ervoor dat de negatieve spiraal werd doorbroken. In 2007 promoveerde VVV naar de Eredivisie en De Koel stroomde weer vol.
Onder zijn bewind promoveerde VVV in totaal drie keer naar de Eredivisie (2007, 2009 en 2017). Na het kampioenschap in 2017 kondigde hij zijn afscheid aan. Met ingang van 1 juli 2018 droeg Berden de voorzittershamer over aan Ineke Gutterswijk-Luiten.
Ook na zijn afscheid is Berden aan de club verbonden gebleven, wederom in zijn oude rol als 'bouwpastoor' van De Koel die vanaf 2018 opnieuw zal worden gerenoveerd, nadat vergevorderde plannen voor een nieuw VVV-stadion eind 2013 waren gestrand. Bij zijn officiële afscheid maakte VVV bekend dat de Oosttribune in De Koel naar hem wordt vernoemd en voortaan dus door het leven zal gaan als Hai Berden-tribune. Eerder dat jaar was hij al benoemd tot Officier in de Orde van Oranje Nassau, wegens zijn bijzondere persoonlijke verdiensten.